# Pharmacie Caenevet
La pharmacie Caenevet est une ancienne pharmacie située 6 place du Général-de-Gaulle à Wambrechies dans le département du Nord.

## Localisation
L'édifice est situé à Wambrechies, dans l'arrondissement de Lille et dans la Métropole européenne de Lille.

## Description historique
Constant Lelong (1859-1937), pharmacien, s'installe au rez-de-chaussée d'un immeuble du XIXe siècle. Son agencement en rez-de-chaussée donne naissance à une pharmacie qui ouvre ses portes au centre de Wambrechies en 1908. Après la fin de la Première Guerre mondiale, il passe le flambeau à Maurice Lelong, un de ses enfants. En 1961, à 70 ans, ce dernier cède sa pharmacie à Jean Caenevet qui la transmet à sa fille Monique Roye-Caenevet en 1990. Cette dernière l'exploite jusqu'en 2013. L'officine est ornée avec un décor de verres gravés, les vitraux viennent du maître-verrier lillois Ernest Haussaire. Des pots en faïence et des pièces de mobilier faits en chêne de Hongrie y sont exposés.

## Protection
L'officine avec son décor de boiseries et sa porte en verre gravé, les vitraux de la cage d'escalier et de la salle à manger sont inscrits au titre des monuments historiques par arrêté du 20 mars 1986.

## Valorisation du patrimoine
Une visite guidée a été organisée lors des Journées du Patrimoine 2017, 2018 et 2019,.